# Guess
Guess Inc. (estilizada como GUESS ou Guess?) é uma empresa de roupas americana, notável por seus anúncios em preto e branco. A Guess licencia sua marca em outros acessórios de moda, como relógios, joias, perfumes, bolsas e sapatos.

## História
Guess começou em 1981 como um livro de estilos iniciado por Georges, Maurice, Armand e Paul Marciano. Os irmãos passaram a vender jeans com um denim leve e justo e zíperes nos tornozelos. A Guess começou a oferecer produtos licenciados, incluindo relógios, óculos e uma linha de fragrâncias. Em 1985, introduziu anúncios em preto e branco, que ganharam vários prêmios de design. Seus modelos de moda incluem várias supermodelos, muitas das quais alcançaram destaque pela primeira vez por meio dessas campanhas publicitárias. No filme de Robert Zemeckis de 1985, De Volta para o Futuro, Marty McFly (Michael J Fox) usou roupas jeans da Guess.
Georges queria vender produtos Guess apenas em lojas mais exclusivas, como a Bloomingdale's, enquanto os outros irmãos decidiram por uma estratégia de distribuição mais ampla, que incluía lojas de desconto. Georges continuou a se opor à ideia de comercializar os produtos da Guess além das lojas de varejo de luxo, e diferentes alianças foram formadas dentro da empresa. Georges vendeu abruptamente sua participação na empresa para seus irmãos em setembro de 1993, por US$ 214,2 milhões. Para financiar a compra, os três irmãos restantes tomaram emprestado US$ 210 milhões, e US$ 105 milhões ainda estavam pendentes três anos depois. Para arrecadar dinheiro, os irmãos abriram o capital da Guess em julho de 1996.

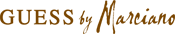
Extensão da marca Marciano

Em 26 de janeiro de 2001, a Guess Inc. reafirmou os resultados anteriores do ano fiscal de 2000 após a baixa do estoque deteriorado. Em 2004, o departamento de acessórios foi bastante expandido e várias lojas nos EUA foram redesenhadas. A Guess também criou uma coleção de preços mais baixos, vendida exclusivamente em suas lojas outlet, e lançou sua primeira extensão de marca, a linha feminina de roupas e acessórios de luxo, chamada Marciano.
Em 2012, 23 anos após posar pela primeira vez para a marca, a supermodelo Claudia Schiffer posou novamente para o 30º aniversário da Guess.
Em agosto de 2015, Victor Herrero substituiu Paul Marciano como CEO em agosto de 2015. Em fevereiro de 2019, foi anunciado que Victor Herrero deixará o cargo de CEO e Carlos Alberini será escolhido como seu substituto.
Em 2017, Camila Cabello foi anunciada como o novo rosto da Guess. Desde 2018, Jennifer Lopez se tornou o rosto da Guess.

## Controvérsias

### Condições de trabalho
Durante a década de 1980, Guess foi acusado de usar empreiteiros clandestinos de exploração de mão de obra em Los Angeles. Inicialmente, a empresa ameaçou fechar ou transferir as suas operações para fábricas onde os empregadores se queixavam de práticas de exploração laboral. Em 1992, os contratados da Guess enfrentaram um litígio do Departamento do Trabalho dos EUA (DOL) devido à falha em pagar aos seus funcionários o salário mínimo ou horas extras adequadas. Em vez de enfrentar um processo judicial, foram pagos 573.000 dólares em salários atrasados aos funcionários. A empresa também concordou em ser submetida a um acordo de monitoramento voluntário com o DOL para evitar práticas de exploração entre seus subcontratados. A Guess conquistou um lugar na 'Lista de Formadores de Tendências' do departamento do trabalho, mas esta posição foi suspensa vários anos depois, em 1996, depois de inspectores independentes terem encontrado violações de regulamentos em sete dos contratantes da empresa.

### Violação do logotipo da Gucci
Em 2009, a marca de luxo italiana Gucci acusou a Guess de falsificação e violação de marca registrada no logotipo da Gucci e nos Gs entrelaçados que aparecem nos pares de sapatos Guess. Em 2012, a Gucci recebeu US$ 4,7 milhões em indenização; originalmente, a marca italiana havia pedido US$ 221 milhões.

### Operações na Rússia após a invasão da Ucrânia em 2022
A Guss enfrentou críticas por suas operações comerciais contínuas na Rússia após a invasão da Ucrânia em 2022. Apesar da pressão internacional para que as empresas encerrem seus negócios na Rússia, a Guess manteve suas operações no país. Em maio de 2023, foi revelado que a Guess havia comprado uma participação de 30% no negócio local de seu parceiro russo, Vyacheslav Shikulov, com a aprovação do Departamento do Tesouro dos EUA. Esta medida levantou preocupações quanto ao compromisso da marca em interromper a sua presença na Rússia, especialmente porque as suas vendas e lucros na Rússia registaram um aumento em 2022 em comparação com o ano anterior.

### Processo contra artista de rua
Em 2022, Banksy postou no Instagram e encorajou seus fãs a roubar itens de uma loja de roupas Guess, alegando que a empresa usou suas imagens sem permissão. Ele afirmou: "Eles se serviram das minhas obras de arte sem pedir, como pode ser errado você fazer o mesmo com as roupas deles?" A empresa disse que a coleção foi criada em colaboração com a Brandalised, que licencia designs de grafiteiros.
Em 2024, uma ação judicial foi movida contra a Guess, acusando a marca de roubar a propriedade intelectual de vários artistas de rua para sua linha de roupas "inspiradas em grafite". O processo foi movido no Distrito Central da Califórnia e diz respeito ao suposto uso, por Guess, das tags de Sean Griffin ("Nekst") e Robin Ronn ("Bates").

Adivinhe a animação do tênis
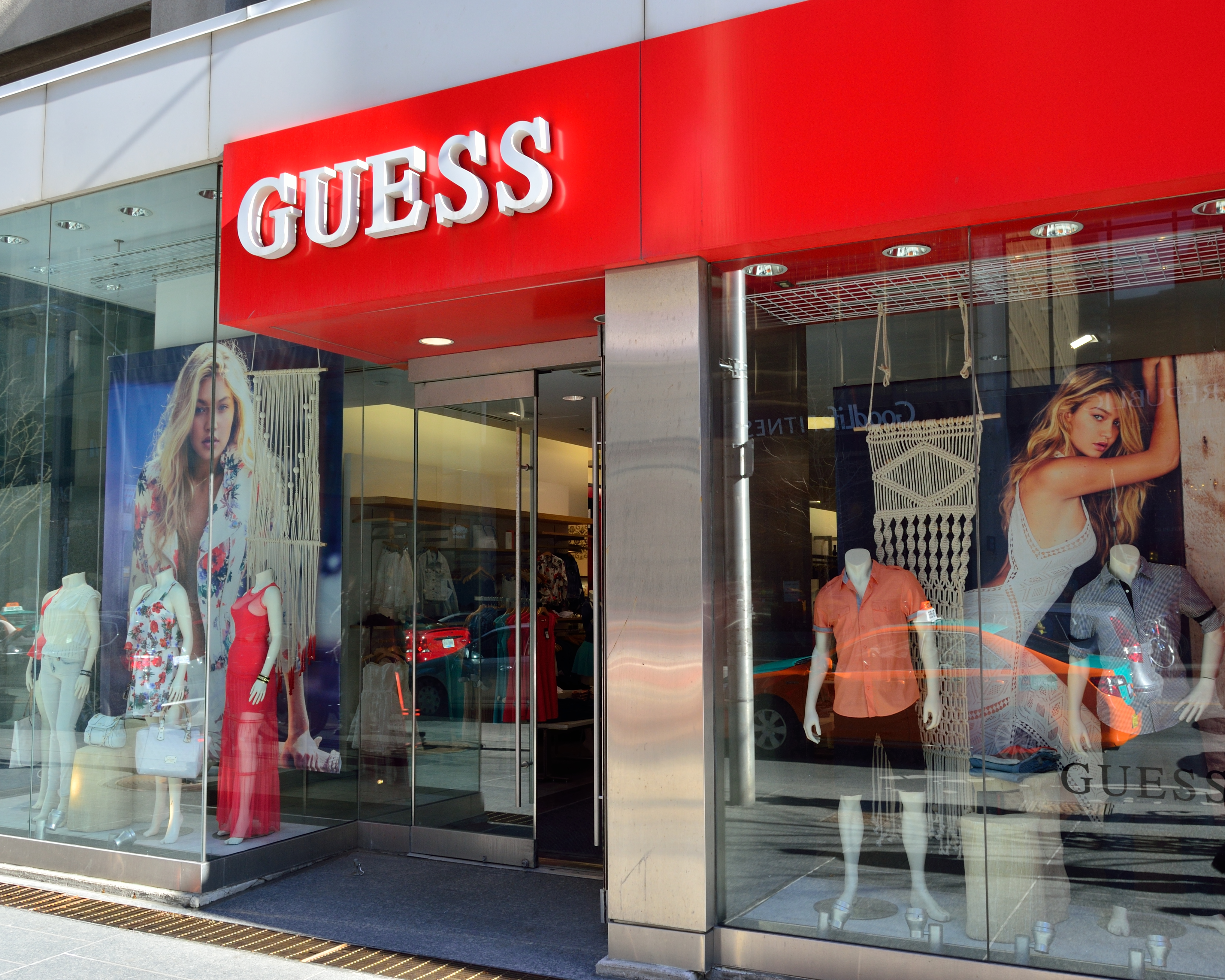
Loja Guess em Toronto